# Факултет за право, безбедност и менаџмент Универзитета Унион — Никола Тесла
Факултет за право, безбедност и менаџмент „Константин Велики” је високошколска установа Универзитета Унион — Никола Тесла. Налази се на адреси Зетска 2—4 у Нишу, са високошколском јединицом у Високој 29 у Београду. Назив носи по римском цару Константину Великом. Актуелни декан је Груја Костадиновић.

## Историја
Управни одбор Удружења за унапређење саобраћаја Србије донео је Одлуку о оснивању Више школе за менаџмент у саобраћају и царини у Нишу, а Решење о сагласности на наставни план и програм од Министарства просвете и спорта Србије добијено је 14. октобра 2005. У складу са Реформама високог образовања Министарства просвете Виша школа за менаџмент у саобраћају и царини прераста у Високу школу струковних студија за менаџмент у саобраћају. Министарство просвете Србије издало је Високој школи дозволу за рад, као и Решење о допуни дозволе за рад.
Након десетогодишњег искуства у раду високог образовања Управни одбор Удружења за унапређење саобраћаја Србије, као и Савет Високе школе донео је одлуку о промени правног облика организовања, тј. одлуку о трансформацији Високе школе струковних студија за менаџмент у саобраћају у Факултет уа право, безбедност и менаџмент „Константин Велики”.
Комисија за акредитацију и проверу квалитета је акредитовала установу одлуком од 28. новембра 2014, а Министарство просвете, науке и технолошког развоја је издало дозволу за рад 11. септембра 2015. Организација и делатност Факултета утврђени су законом Србије о високошколском образовању, с циљем да студентима пружи образовање које је равноправно образовању те врсте у свету.

## Студијски програми
Основне академске студије
- Право
- Менаџмент у безбедности
- Менаџмент у саобраћају

Мастер академске студије
- Међународно пословно право
- Менаџмент у безбедности
- Менаџмент у саобраћају